# Staat und Recht
Die Zeitschrift Staat und Recht, zunächst herausgegeben von der Deutschen Verwaltungsakademie „Walter Ulbricht“ und dem (später integrierten) Deutschen Institut für Rechtswissenschaft, erschien erstmals im Dezember 1952 im Volkseigenen Betrieb Deutscher Zentralverlag Berlin, versehen mit einem Geleitwort von Otto Grotewohl. Der dort formulierte Auftrag und die Bindung an die Politik der DDR waren eindeutig. Die Zeitschrift begann mit einer Stalin-Rede und einem dröhnenden nationalistischen und antiwestlichen Artikel von Herbert Kröger, Karl Polak schrieb zum Karl-Marx-Jahr 1953 und gegen den „Bonner-Separatstaat“, Hermann Klenner argumentierte im Namen von Marx und Engels gegen den „Sozialdemokratismus“.
Die Zeitschrift blieb von den fünfziger Jahren bis zum Ende der DDR ein getreuer Spiegel der Wechselbäder der Politik, aber auch der Reaktionen der Rechtswissenschaften hierauf. In der Zeit nach der Babelsberger Konferenz (1958) reihten sich die Stellungnahmen der Fachvertreter zu der Frage aneinander, in welcher Weise man der neuen durch Walter Ulbricht gewiesenen Richtung gerecht werden wolle. Karl Polak selbst zensierte die Beiträge, andere folgten ihm.
In großer Regelmäßigkeit erschienen aggressive Artikel gegen die Staatsrechts- und Verwaltungsrechtslehre sowie das Völkerrecht der Bundesrepublik, etwa gegen Carl Schmitt, Erich Kaufmann und Ernst Forsthoff.
Nach dem Bau der „Berliner Mauer“ mäßigte sich der aggressive Ton gegen den Westen schrittweise. Die Erfahrung von „Babelsberg“ verblasste langsam, nicht zuletzt wegen des moderateren Chefredakteurs Hans Leichtfuss (1925–1982). Die Kommentierung der Verfassung von 1968 und deren Neufassung von 1974, die Anerkennung der Bundesrepublik als Dialogpartner und die völkerrechtliche Anerkennung der DDR im Ausland wurden in einem Klima der „Koexistenz“ mit leiseren Tönen vorgetragen. 1988, kurz vor dem Ende der DDR, verdichteten sich die Rufe nach einem rechtsstaatlichen Verwaltungsrecht, nach kontrollierten Verfahren und gerichtlichem Rechtsschutz, stets unter der Prämisse „Nutzung der Vorzüge des Verwaltungsrechts für die weitere Festigung der Staat-Bürger-Beziehungen“.
1991 erschienen noch drei Hefte, das letzte eingeleitet von einem ehrlichen und bilanzierenden Editorial von Chefredakteur Rolf Steding. Zuvor hatte Karl-Heinz Schöneburg dem früheren Rektor der Akademie für Staats- und Rechtswissenschaft, Rolf Steding, vorgeworfen, sich „nicht selten als willfähriges Werkzeug zur Beschränkung der wissenschaftlichen Meinungsfreiheit erwiesen zu haben“.
Zu den langjährigen Mitgliedern des Redaktionskollegiums von Staat und Recht gehörten u. a. Ulrich Dähn, John Lekschas, Karl-Heinz Röder, Karl-Heinz Schöneburg und Wolfgang Weichelt. Lekschas war seit dem 23. April 1954 als Geheimer Hauptinformator (GHI) „Hans Jäger“ beim Ministerium für Staatssicherheit der DDR registriert, Röder wird nach der politischen Wende von dem renommierten Heidelberger Politikwissenschaftler Klaus von Beyme als „Stasi-Offizier in den höchsten Rängen“ identifiziert.